# Стрельбичи
Стрельбичи (укр. Стрільбичі) — село в Старосамборской городской общине Самборского района Львовской области Украины.
Население по переписи 2015 года составляло 1719 человек. Занимает площадь 3,02 км². Почтовый индекс — 82071. Телефонный код — 3238.
Село существовало ещё во времена Галицко-Волынского государства, первое документальное упоминание в исторических материалах, что дошли до наших дней, относится к 1422 г., в актовых документах постоянно фигурирует с 1437 года, как уже существовавшее до этого времени..

## Персоналии
- Стрельбицкие — войты и урядники села Стрельбичи в XIII—XVIII веках[3]
- Галич Василий Николаевич[укр.] — украинский историк, переводчик, общественный деятель в США. Действительный член НТШ и Американского исторического товарищества.
- Фурдичко Орест Иванович[укр.] — украинский деятель лесного хозяйства, политик.